# 손지훈
손지훈(孫智勳/孙智勋 1975년 2월 12일~)은 대한민국의 배우이다.

## 학력
- 명지대학교 연극영화과

## 출연 작품

### 영화
| 연도   | 제목                | 배역      |
| ------ | ------------------- | --------- |
| 2011년 | 《아테나: 더 무비》 | 홍진석 역 |
| 2010년 | 《사요나라 이츠카》 | 특별출연  |
| 1995년 | 《러브어겐》        | 민호 역   |

### 드라마
| 연도   | 제목                    | 배역      |
| ------ | ----------------------- | --------- |
| 2011년 | 《아테나: 전쟁의 여신》 | 홍진석 역 |
| 2014년 | 《트라이앵글》          | 이지훈역  |

### 해외
- 2006년 중국 CCTV8 中韓合作 26부 (妈妈的酱汤馆) 엄마의장국집 - 주연 안평원 역

### 연극
- 1994년《호쿠스 포쿠스》, 《대머리여가수》
- 1995년《통제본부》, 《에쿠스》

### 광고
- 1993년 OB맥주, 청아화인
- 2000년 조이너스, 삼성노트북센스, 아이월드컴퓨터외23편